# La Garda de Lauragués
La Garda de Lauragués (francès Lagarde) és un municipi del departament francès de l'Alta Garona, a la regió d'Occitània.

## Demografia
| 1962 | 1968 | 1975 | 1982 | 1990 | 1999 |
| ---- | ---- | ---- | ---- | ---- | ---- |
| 256  | 243  | 195  | 176  | 194  | 239  |